# James Mill
Pour les articles homonymes, voir Mill.
James Mill est un historien, économiste et philosophe écossais, né le 6 avril 1773 à Northwarer Bridge (paroisse de Logiepert, Forfarshire), mort le 23 juin 1836 à Kensington.

## Biographie
Il est le père de John Stuart Mill (1806-1873), lui aussi philosophe et économiste.
Dans le domaine de la philosophie, il est très influencé par David Hume, les sensualistes et les associationnistes, dont il perpétue et développe les idées.
Dans le domaine de la morale et de l'économie politique, son maître à penser est Jeremy Bentham.

## Théorie de l'avantage comparatif
Le développement complet de l’argument de l'avantage comparatif est fait par Ricardo [1817] dans "Principes de l’économie politique et de l’impôt" et par J. Mill dans son article « Colonies » de l’Encyclopaedia Britannica [1818] et dans "Éléments d’économie politique" [1821].
James Mill propose l’exemple suivant : « En supposant que la Pologne peut produire du blé et du tissu avec moins de travail que l’Angleterre, il ne s’ensuit pas qu’il ne serait pas dans l’intérêt de la Pologne d’importer un des biens d’Angleterre. [...] Si, dans le même temps qu’une quantité de tissu, qui, en Pologne, est produite avec 100 jours de travail, peut être produite en Angleterre avec 150 jours de travail ; le blé, qui est produit en Pologne avec 100 jours de travail, nécessite 200 jours de travail en Angleterre ; dans ce cas, ce sera l’intérêt de la Pologne d’importer ses tissus d’Angleterre. [...] Quand deux pays peuvent produire deux biens, ce n’est pas la plus grande facilité absolue, mais la plus grande facilité relative qui pousse l’un d’entre eux à se restreindre à la production d’un des biens et à l’importation de l’autre » (J. Mill [1821, réédition 1966], p. 271-273).

## Œuvres

Elements of political economy, 1826

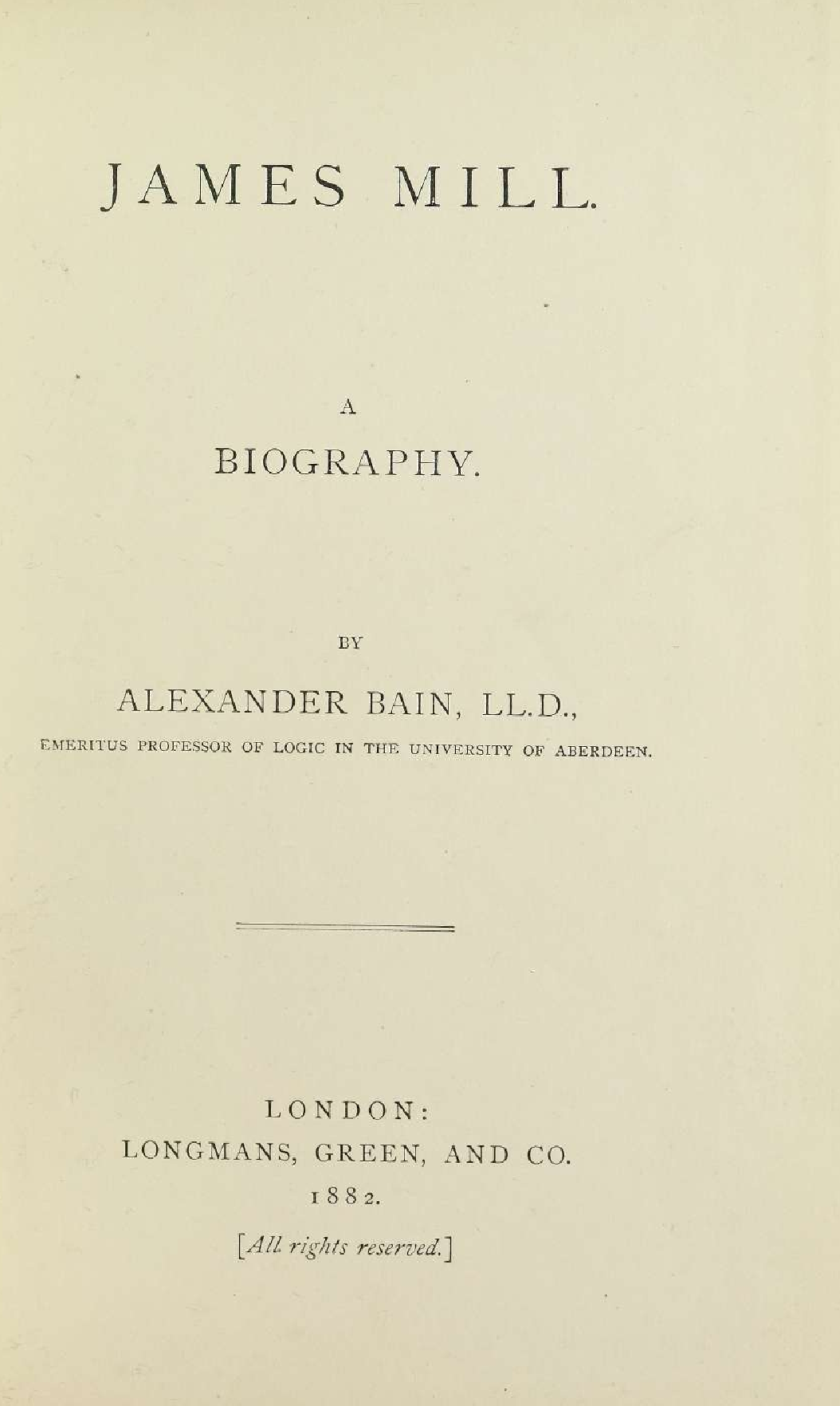
Alexander Bain, James Mill. A biography, 1882

### Traduit en français
- 1818 : Histoire de l'Inde britannique
- 1822 : Principes d'économie politique
- 1829 : Analyse des phénomènes de l'esprit humain
- 1835 : Fragment sur Mackintosh

### En anglais
- An Essay on the Impolicy of a Bounty on the Exportation of Grain, 1804.
- "Lord Lauderdale on Public Wealth", 1804, Literary Journal Vol. IV, No. 1[1]
- Commerce Defended, 1808.
- "Thomas Smith on Money and Exchange", 1808, Edinburgh Review no. XXV, pp. 35–68[2]
- The History of British India, 3 vols., 1817 (and many later editions)
- "Government", 1820, Encyclopædia Britannica
- Elements of Political Economy, 1821
- "Liberty of the Press", 1823, Encyclopædia Britannica
- Essays on Government, Jurisprudence, Liberty of the Press, Education, and Prisons and Prison Discipline, 1823.
- An Analysis of the Phenomena of the Human Mind, 2 vols., 1829[3].
- Analysis of the Phenomena of the Human Mind. 1869[4].
- Essay on the Ballot [5] and Fragment on Mackintosh [6], 1830.
- "Whether Political Economy is Useful", 1836, London Review, vol. II, pp. 553–572.
- The Principles of Toleration, 1837.